# Корвул (герцог Фріульський)
Корвул лат. Corvulus, Corvolus; ?—706) — герцог Фріульський на початку VIII ст. 

## Біографія
Про його походження та молодість нічого не відомо. 701 або 706 року став фріульським герцогом після загибелі попереднього герцога, Фердульфа у битві із слов'янами. Невдовзі після приходу до влади його звинуватили в образі щодо короля лангобардів, Аріперта II. Корвул був арештований та осліплений, після чого прожив решту життя у темряві та ганьбі.
Фріульське герцогство після Корвула отримало Пеммо.